# Војни адвокати
Војни адвокати (енгл. JAG) је америчка правна драма са нагласком на војне теме. Серија је емитована од 23. септембра 1995. до 29. априла 2005. године.
Серија Војни адвокати је прва у низу у франшизи NCIS.

## Опис
Серија Војни адвокати прати рад војних адвоката који бране војнике на суђењима и утврђују да ли су криви за то за шта су оптужени или нису. Адвокати који бране војнике су били Хармон Раб, Кејтлин Пајк (1. сезона (1. и 2. епизода), све док није унапређена у поручницу и док није премештена), Мег Остин (1. сезона (од 3. до 22. епизоде), све док није напустила тим), Сара Макензи, Бад Робертс, Питер Тарнер и Џенифер Коутс. Сви они су радили под командом контраадмирала Алберта Џетра Чегвидена (сезоне 1-9) док он није отишао у пензију.

## Улоге
| Лик                   | Глумац             | Сезоне   | Сезоне   | Сезоне   | Сезоне | Сезоне   | Сезоне   | Сезоне   | Сезоне   | Сезоне   | Сезоне |
| Лик                   | Глумац             | 1        | 2        | 3        | 4      | 5        | 6        | 7        | 8        | 9        | 10     |
| --------------------- | ------------------ | -------- | -------- | -------- | ------ | -------- | -------- | -------- | -------- | -------- | ------ |
| Хармон Раб Млађи      | Дејвид Џејмс Елиот | Главни   | Главни   | Главни   | Главни | Главни   | Главни   | Главни   | Главни   | Главни   | Главни |
| Кејтлин Пајк          | Андреа Паркер      | Главни   |          |          |        |          | Епизодни |          |          |          |        |
| Томас Бун             | Тери О’Квин        | Главни   | Епизодни | Епизодни |        | Епизодни | Епизодни | Епизодни | Епизодни |          |        |
| Мег Остин             | Трејси Нидам       | Главни   |          |          |        |          |          |          |          |          |        |
| Сара Макензи          | Кетрин Бел         |          | Главни   | Главни   | Главни | Главни   | Главни   | Главни   | Главни   | Главни   | Главни |
| Бад Робертс           | Патрик Лаборто     | Епизодни | Главни   | Главни   | Главни | Главни   | Главни   | Главни   | Главни   | Главни   | Главни |
| Алберт Џетро Чегвиден | Џон М. Џексон      | Епизодни | Главни   | Главни   | Главни | Главни   | Главни   | Главни   | Главни   | Главни   |        |
| Питер Тарнер          | Скот Лоренс        |          |          |          |        |          |          | Епизодни | Епизодни | Епизодни | Главни |
| Џенифер Коутс         | Зои Маклелан       |          |          |          |        |          |          | Епизодни | Епизодни | Епизодни | Главни |

### Главне
- Дејвид Џејмс Елиот као Хармон Раб, поручник/командир/поручник-командир/капетан
- Андреа Паркер као Кејтлин Пајк, поручник/командир
- Тери О’Квин као Томас Бун, командир/контраадмирал
- Трејси Нидам као Мег Остин, поручник
- Кетрин Бел као Сара Макензи, мајор/потпуковник
- Патрик Лаборто као Бад Робертс, редов/поручник/поручник-командир/капетан
- Џон М. Џексон као Алберт Џетро Чегвиден, контраадмирал
- Скот Лоренс као Питер Тарнер, командир
- Зои Маклелан као Џенифер Коутс, подофицир

### Епизодне
- Стивен Калп као Клејтон Веб, официр Ције (сезоне 2-9)
- Џејд Картер као Сергеј Жуков, наредник руске војске и Хармов полубрат (сезоне 6-8)
- Кари Тарнер као Харијет Симс, редов/поручник и Бадова супруга (сезоне 2-10)

## Епизоде
| Сезона | Сезона | Епизоде | Датум емитовања     | Датум емитовања |
| Сезона | Сезона | Епизоде | Почетак             | Крај            |
| ------ | ------ | ------- | ------------------- | --------------- |
|        | 1      | 22      | 23. септембар 1995. | 22. мај 1996.   |
|        | 2      | 15      | 3. јануар 1997.     | 18. април 1997. |
|        | 3      | 24      | 23. септембар 1997. | 19. мај 1998.   |
|        | 4      | 24      | 22. септембар 1998. | 25. мај 1999.   |
|        | 5      | 25      | 21. септембар 1999. | 23. мај 2000.   |
|        | 6      | 24      | 3. октобар 2000.    | 22. мај 2001.   |
|        | 7      | 24      | 25. септембар 2001. | 22. мај 2002.   |
|        | 8      | 24      | 24. септембар 2002. | 20. мај 2003.   |
|        | 9      | 23      | 26. септембар 2003. | 21. мај 2004.   |
|        | 10     | 22      | 24. септембар 2004. | 29. април 2005. |

### Огранци

#### Морнарички истражитељи
- Из епизода Ледена краљица (1. део) и Отапање (2. део) је настала серија Морнарички истражитељи.

## Гледаност
| Сезона | Почетак             | Крај            | Време                                                         | TВ Сезона | Место | Гледаоци (у милионима) |
| ------ | ------------------- | --------------- | ------------------------------------------------------------- | --------- | ----- | ---------------------- |
| 1      | 23. септембар 1995. | 22. мај 1996.   | Суботом у 20:00 (епизоде 1—12) Средом у 20:00 (епизоде 13—22) | 1995—96.  | 79    | 11.56                  |
| 2      | 3. јануар 1997.     | 18. април 1997. | Петком у 21:00 (епизоде 1—11) Петком у 20:00 (епизоде 12—15)  | 1996—97.  | 68    | 11.80                  |
| 3      | 23. септембар 1997. | 19. мај 1998.   | Уторком у 20:00                                               | 1997—98.  | 36    | 12.90                  |
| 4      | 22. септембар 1998. | 25. мај 1999.   | Уторком у 20:00                                               | 1998—99.  | 17    | 14.20                  |
| 5      | 21. септембар 1999. | 23. мај 2000.   | Уторком у 20:00                                               | 1999—00.  | 25    | 14.07                  |
| 6      | 3. октобар 2000.    | 22. мај 2001.   | Уторком у 20:00                                               | 2000—01.  | 26    | 14.60                  |
| 7      | 25. септeмбар 2001. | 21. мај 2002.   | Уторком у 20:00                                               | 2001—02.  | 15    | 14.80                  |
| 8      | 24. септeмбар 2002. | 20. мај 2003.   | Уторком у 20:00                                               | 2002—03.  | 26    | 12.97                  |
| 9      | 26. септембар 2003. | 21. мај 2004.   | Петком у 21:00                                                | 2003—04.  | 37    | 10.80                  |
| 10     | 24. септембар 2004. | 29. април 2005. | Петком у 21:00                                                | 2004—05.  | 50    | 9.66                   |